# Stádák
Stádák, enligt tidigare ortografi Statak, är en sjö i Arjeplogs kommun och Jokkmokks kommun i Lappland och ingår i Luleälvens huvudavrinningsområde. Sjön har en area på 1,53 kvadratkilometer och ligger 972 meter över havet. Stádák ligger i Sulitelma Natura 2000-område. Sjön avvattnas av vattendraget Stáddájåhkå.

## Se även

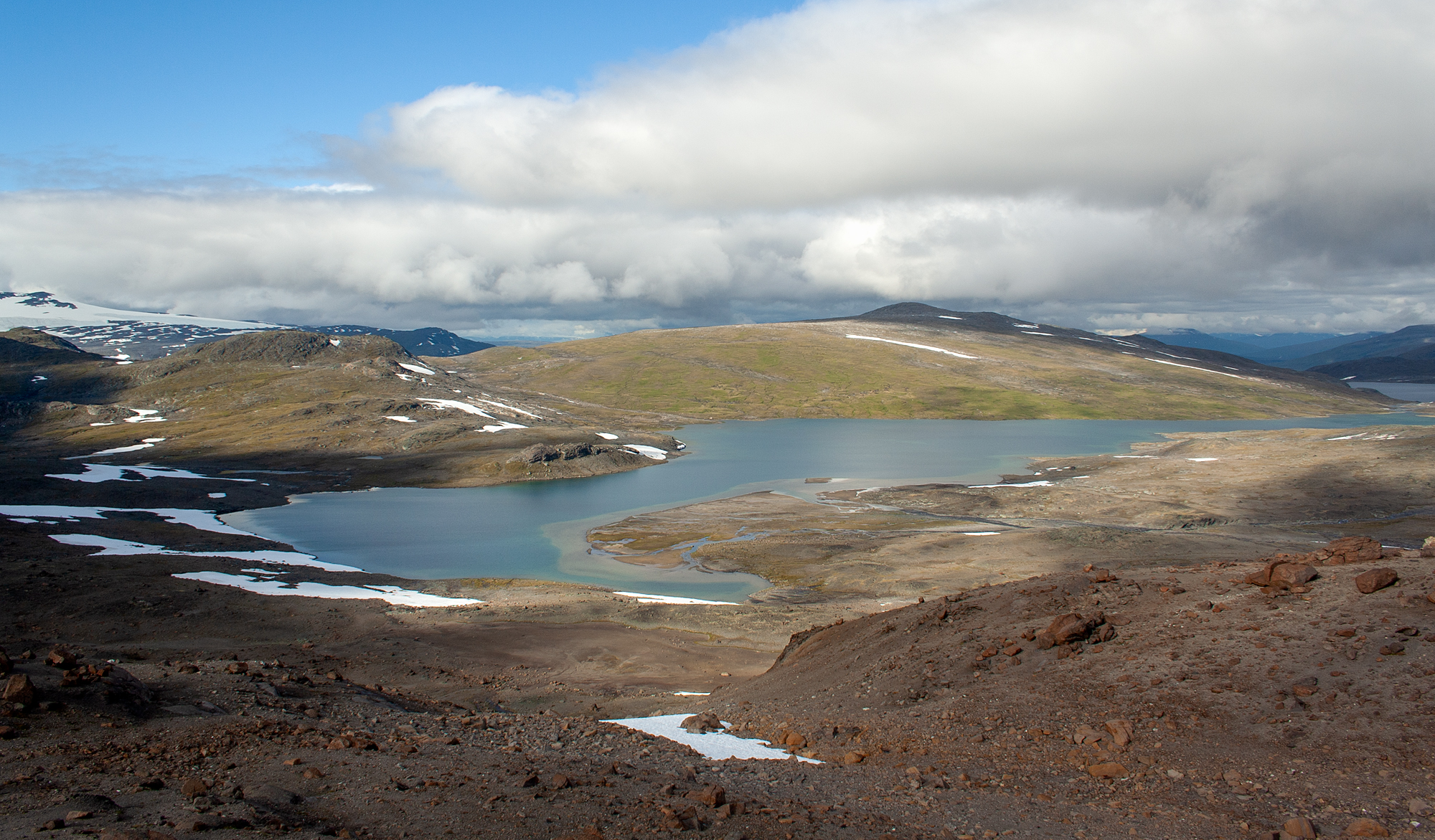
Stádák - vy mot norr med Stáddátjåhkkå i bakgrunden.
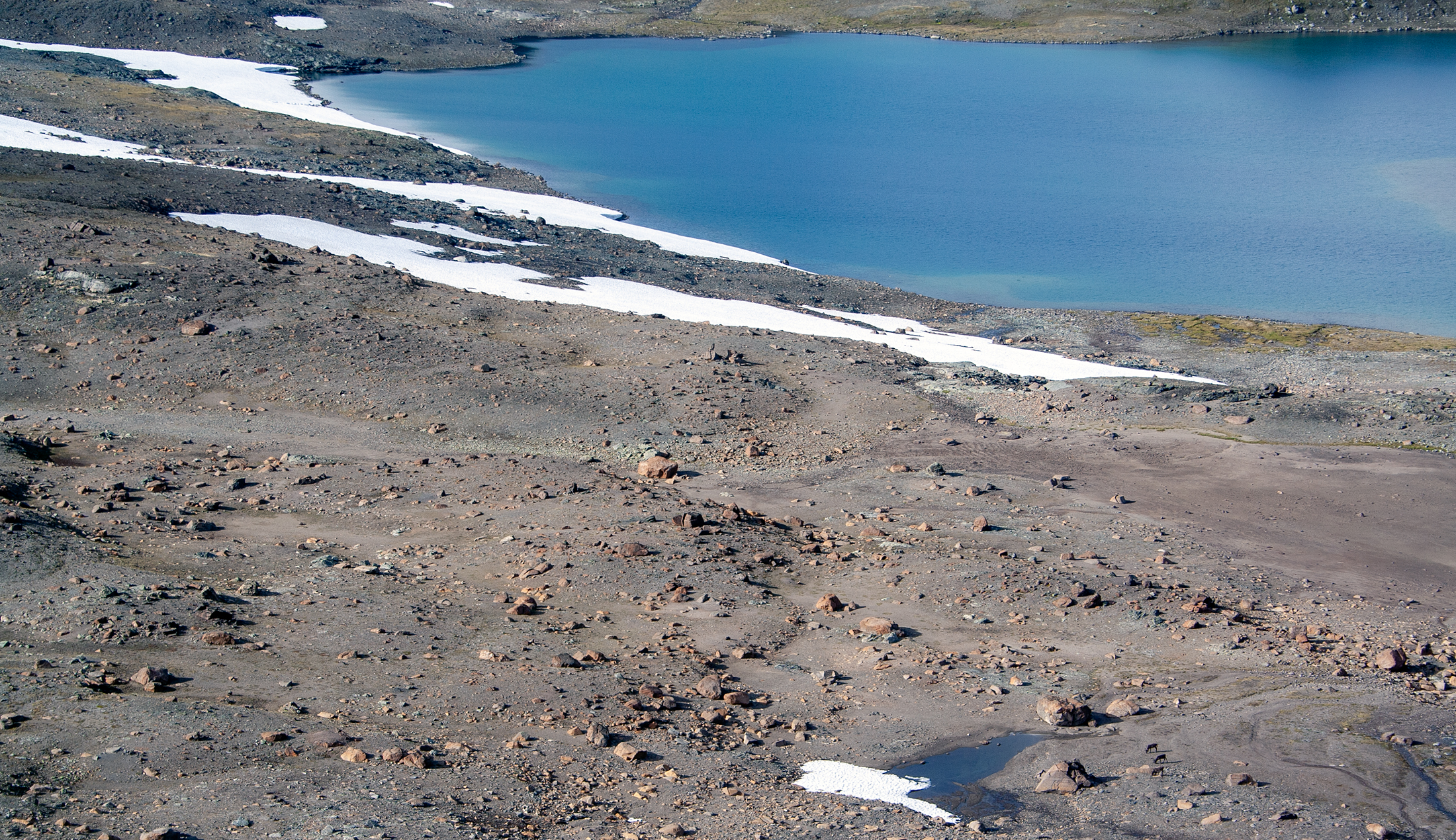
Kargt område söder om Stádák. I slutet av 1800-talet nådde Sulitelmas glaciärer hit.
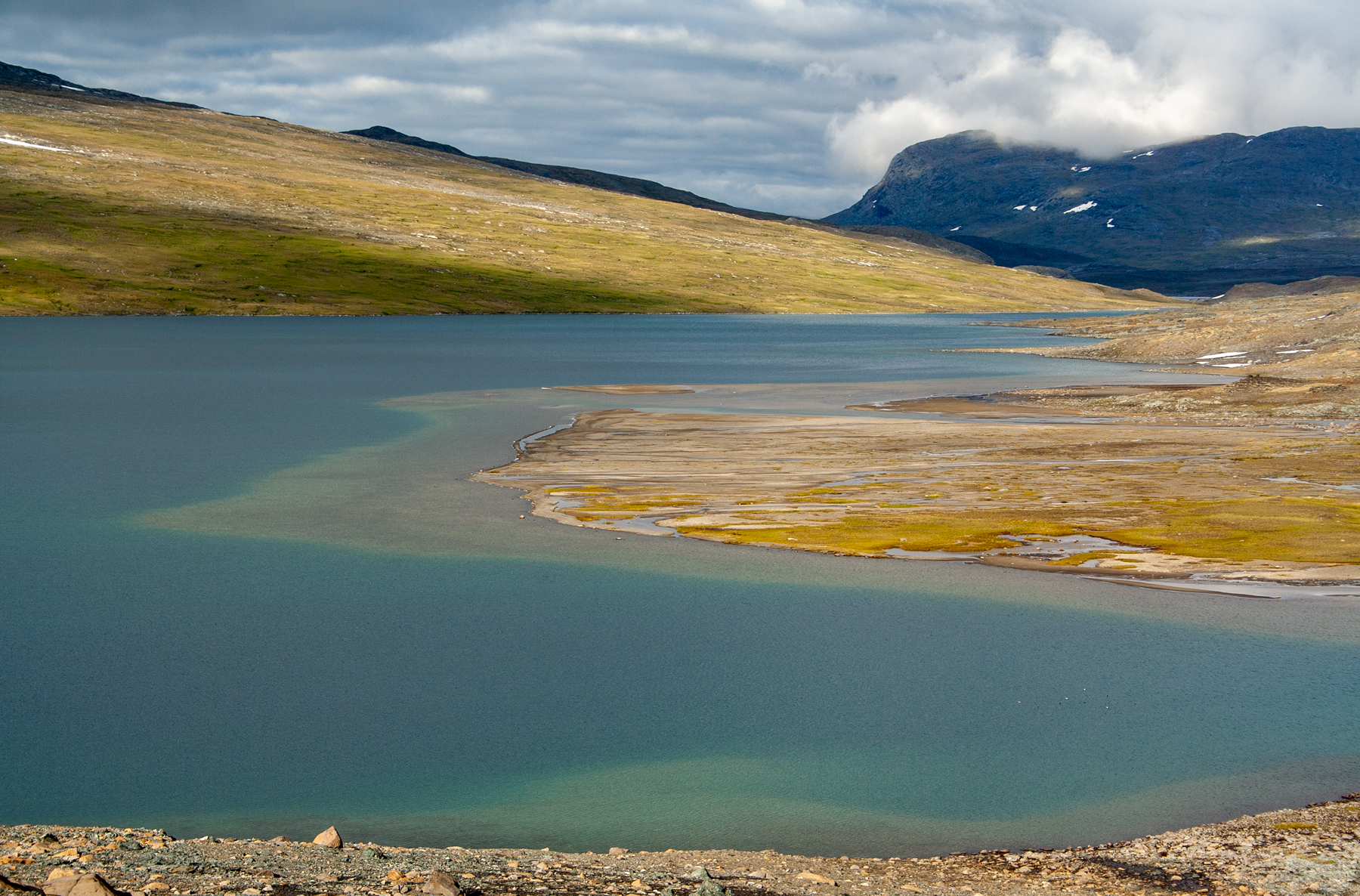
Delta bildat i Stádák av en jokk som kommer från en glaciär på norra sidan av Svenska Stortoppen.
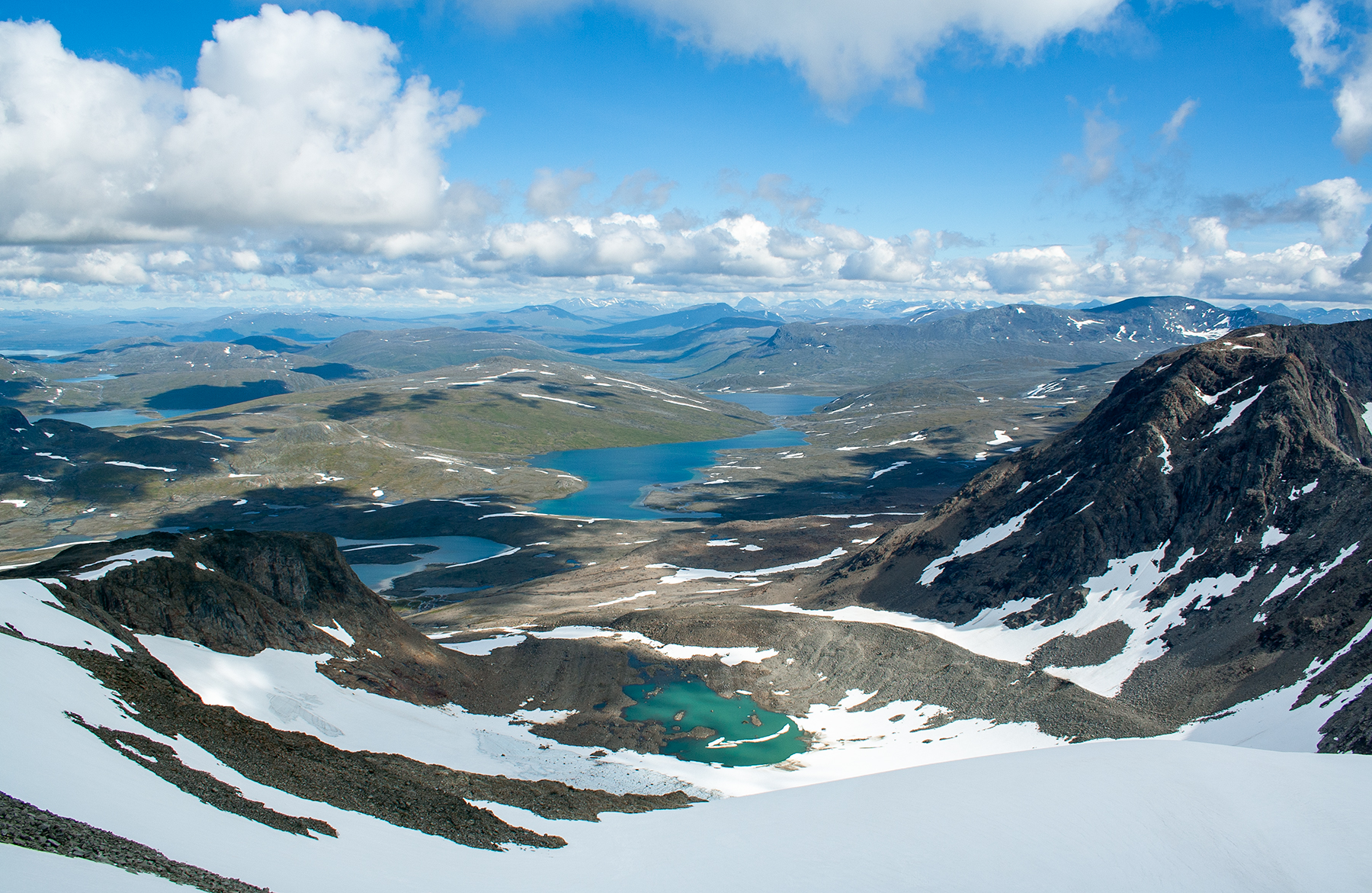
Mitt i bild sjöarna Stádák och Stáddájávrre. Fotografen står mellan Dama och Suliskongen.

## Delavrinningsområde
Stádák ingår i det delavrinningsområde (745365-152824) som SMHI kallar för Utloppet av Statak. Medelhöjden är 1 159 meter över havet och ytan är 21,43 kvadratkilometer. Det finns inga avrinningsområden uppströms utan avrinningsområdet är högsta punkten. Stáddájåhkå som avvattnar avrinningsområdet har biflödesordning 4, vilket innebär att vattnet flödar genom totalt 4 vattendrag (Stálojåhkå, Vuojatädno, Stora Luleälv, Luleälven) innan det når havet efter 448 kilometer. Avrinningsområdet består mestadels av kalfjäll (88 procent). Avrinningsområdet har 1,84 kvadratkilometer vattenytor vilket ger det en sjöprocent på 8,6 procent. Delavrinningsområdet täcks till 3,62 procent av glaciärer, med en yta av 0,7775 kvadratkilometer.